# Kristopher Vega
Kristopher Vega Orozco (19 januari 1994) is een Costa Ricaans wielrenner.

## Carrière
In 2016 werd Vega, achter Leandro Varela, tweede in het jongerenklassement van de Ronde van Costa Rica. Een jaar later, bij zijn vierde deelname op rij, won hij de derde etappe. Eerder dat jaar was hij al twaalfde geworden op het door Gabriel Marín gewonnen nationale kampioenschap op de weg.

## Overwinningen
2017
3e etappe Ronde van Costa Rica